# Höchster Vereinbarungen
In den Höchster Vereinbarungen versuchten die Länder des Vereinigten Wirtschaftsgebietes der amerikanischen und britischen Besatzungszone 1948 Gemeinschaftsaufgaben auf dem Gebiet der Geologie länderübergreifend zu regeln. Der Name leitet sich von Frankfurt am Main-Höchst ab, wo die Vereinbarungen beschlossen wurden.
Diese haben nichts zu tun mit dem Höchster Abkommen vom 30. Mai 1964, das gelegentlich auch als Höchster Vereinbarung bezeichnet wird.

## Forschungsförderung zwischen Zentralismus und Föderalismus
Die Höchster Vereinbarungen sind – ebenso wie das Staatsabkommen über die Errichtung einer deutschen Forschungshochschule in Berlin-Dahlem und die Finanzierung deutscher Forschungsinstitute – Vorläufer des am 31. März 1949 verabschiedeten Staatsabkommen der Länder der Bundesrepublik Deutschland über die Finanzierung wissenschaftlicher Forschungseinrichtungen, das unter dem Namen Königsteiner Staatsabkommen bekanntgeworden ist. Bei beiden Vorläufer-Abkommen ging es darum, Teilbereiche der Forschungslandschaft in der Nachkriegszeit in Deutschland neu zu ordnen. Das Königsteiner Abkommen bildete den vorläufigen Abschluss dieses Prozesses.
In den Jahren 1945 bis 1947 gab es mehrere Versuche, eine gesamtdeutsche oder eine nur die Bizone betreffende Lösung für die Nachfolge des Reichsamts für Bodenforschung zu finden. Sie alle waren gescheitert, die gesamtdeutsche ebenso wie die bizonalen. Vor allem die süddeutschen Länder leisteten Widerstand, einerseits aus Furcht vor einem übermächtigen Zentralamt, andererseits aber in Sorge um den Verlust eigener Zuständigkeiten und Einflussmöglichkeiten. Sie beharrten auf eigenständigen geologischen Landesanstalten.

Auf Alfred Bentz geht dann die Initiative zurück, dass nicht die Landesanstalten einer zentralen Einrichtung unterstellt, sondern diesen zur Seite ein Amt für spezielle Untersuchungsmethoden und aufwändige Messungen gestellt werden sollte. Der damals in Minden ansässige Verwaltungsrat für Wirtschaft griff diesen Vorschlag auf und fasste am 20. Februar 1947 folgenden Beschluss: 

„Der Vorsitzende des Verwaltungsrates für Wirtschaft (VRW) wird gebeten, einen Ausschuß der Leiter der Geologischen Landesanstalten unter dem Vorsitz von Professor Dr. Bentz einzuberufen, der Vorschläge über die wissenschaftliche Zusammenfassung der Geologischen Landesanstalten ausarbeiten und dem VRW vorlegen soll.“

Der vom VRW geforderte Ausschuss tagte am 12. und 13. März 1947 in Wiesbaden und verabschiedete zunächst nur eine Geschäftsordnung für einen „Verband der deutschen geologischen Landesanstalten im amerikanischen und britischen Besatzungsgebiet“ und fasste einen Grundsatzbeschluss über eine gemeinsame Forschungsstelle für Forschungen, die die Möglichkeiten eines einzelnen Landes übersteigen würden. Erst ein Jahr später herrschte dann Einigkeit darüber, welche Aufgaben gemeinsam zu lösen seien: „Geophysik, Erdölgeologie, Mikropaläontologie, Pollenanalyse, Kohlengeologie, Sedimentpetrographie, Veröffentlichungen und Tausch von wissenschaftlichen Arbeiten, Bibliotheks- und Archivwesen sowie Förderung der internationalen Zusammenarbeit.“

Damit war der Weg frei für die am 1. Juni 1948 in Frankfurt-Höchst unterzeichneten Höchster Vereinbarungen, durch die die zuvor genannten Aufgabengebiete einem neu zu schaffenden Deutschen Geologischen Forschungsinstitut übertragen wurden. In Punkt 2 der Höchster Vereinbarungen heißt es hierzu: 

„Diese Gemeinschaftsaufgaben werden dem Deutschen Forschungsinstitut der Geologischen Landesämter des vereinigten Wirtschaftsgebietes übertragen, dessen Arbeit von der Direktoren-Konferenz der Geologischen Landesämter gesteuert und das aus den entsprechenden Abteilungen des bereits in Hannover bestehenden Geologischen Amtes gebildet wird. Die z. Zt. in Wiesbaden befindliche Bibliothek, die Archive und die Vertriebsstelle des früheren Reichsamtes für Bodenforschung werden wie bisher und bis auf weiteres vom Hessischen Landesamt für Bodenforschung in Wiesbaden betreut.“

In Punkt 3 der Vereinbarungen wird ausdrücklich festgehalten, dass „durch die Übertragung der Gemeinschaftsaufgaben an das Deutsche Geologische Forschungsinstitut […] die Selbständigkeit der Geologischen Landesämter nicht berührt“ wird. Die Frage der Finanzierung (Punkt 5 der Vereinbarungen) bleibt relativ unkonkret: „Die zur Lösung der vorgenannten Gemeinschaftsaufgaben erforderlichen Mittel sollen durch einen Zuschuß der Verwaltung für Wirtschaft des vereinigten Wirtschaftsgebietes aufgebracht werden.“ Eine direkte Finanzierung durch die Länder ist damit erst einmal nicht intendiert.
Nun gab es zwar eine Vereinbarung, aber offenbar wenig Interesse, diese auch mit Leben zu füllen: „Die Errichtung eines von der Verwaltung für Wirtschaft des Vereinigten Wirtschaftsgebietes in Frankfurt (früher Minden) getragenen Forschungsinstitutes widerstrebte den süddeutschen Ländern; so befürchteten sie z. B. Eingriffe in ihre kulturpolitischen Entscheidungen durch die Frankfurter Zentrale.“
Diese Hängepartie endete erst mit der Verabschiedung des Königsteiner Staatsabkommens Ende März 1949. In dessen Anlagen wird für das Rechnungsjahr 1949 die Förderung für das „Reichsamt für Bodenforschung“ und ab dem Rechnungsjahr 1950 für das „Amt für Bodenforschung“ in Hannover festgeschrieben, aus dem auf einigen Umwegen die Bundesanstalt für Geowissenschaften und Rohstoffe (BGR) hervorgegangen ist.

Die Höchster Vereinbarungen haben somit lediglich einen Weg skizziert für die künftige geologische Forschung in Deutschland, ohne selber den materiellen Unterbau für diesen Weg bereitet zu haben. 

„Die Bemühungen zur Errichtung eines geologischen Amtes für die Bundesrepublik Deutschland waren fehlgeschlagen. Was blieb, war eine überregionale Lösung zur Durchführung geowissenschaftlicher Gemeinschaftsaufgaben. Im übrigen nahm jedes Geologische Landesamt seine Sonderentwicklung.“